# Pilizetes subsimilis
Pilizetes subsimilis är en kvalsterart som beskrevs av Sandór Mahunka 1984. Pilizetes subsimilis ingår i släktet Pilizetes och familjen Galumnidae. Inga underarter finns listade i Catalogue of Life.